# Uitgeverij Van Halewyck
Uitgeverij Van Halewyck was een Belgische uitgeverij. De uitgeverij was van 2016 tot 2020 onderdeel van Pelckmans Uitgevers. Van Halewyck gaf boeken uit in Vlaanderen en Nederland. Van jeugdboeken, romans, kookboeken en doeboeken tot geschiedenis, filosofie en politiek.

## Geschiedenis
De uitgeverij werd in 1995 opgericht door André van Halewyck. Hij was daarvoor al sinds het eind van de jaren 70 actief bij het tijdschrift Kritak (Kritische Actie). In november 1976 had hij dit tijdschrift samen met Rik Coolsaet tot een uitgeverij omgevormd. In 1985 werd Kritak overgenomen door de Nederlandse uitgeverij Meulenhoff. In 1993 nam Meulenhoff ook de Belgische uitgeverij Manteau over, en probeerde deze met Kritak samen te voegen. Dit stuitte op weerstand, en Van Halewyck probeerde onder meer Kritak terug te kopen. Door die spanningen werd Van Halewyck op staande voet ontslagen, iets waarvoor Meulenhoff jaren later door de rechter in het ongelijk zou worden gesteld.
Van Halewyck richtte daarop in 1995 zijn eigen uitgeverij op. Uitgeverij Van Halewyck bracht dat jaar met De pasvorm van de goede smaak van Marc Reynebeau haar eerste boek uit. Veel literaire auteurs bleven bij Meulenhoff. Aanvankelijk stapten vooral non-fictieauteurs mee in Uitgeverij Van Halewyck. In 2003 verscheen met de autobiografie Leve Mij van Johan Anthierens het 500ste boek bij Van Halewyck.
In 2010 maakte Uitgeverij Van Halewyck na verschillende goede jaren €181.000 verlies. Daaropvolgende jaren boekte men weer winst dankzij enkele goede titels, waaronder bijvoorbeeld die van de reeks succesvolle kookboeken Klassieke Kost, Dagelijkse Kost, Groentekost, Zomerkost en Winterkost van Jeroen Meus.
In 2016 werd Van Halewyck opgenomen in de groep Pelckmans Uitgevers. Deze uitgeverij herbergde sindsdien ook het jeugdboekenfonds van de Belgische uitgeverij Abimo, die zich voortaan nog enkel op educatieve, algemene en professioneel-wetenschappelijke uitgaven zou toeleggen.

## Enkele uitgeverswerken
- Wat zoudt gij zonder 't werkvolk zijn? Anderhalve eeuw arbeidersstrijd in België. Deel 1: 1830-1966 (1977), door Jaak Brepoels (red.)
- Geld maken in oorlogstijd. Economische collaboratie 1940-1945 (1979), van John Gillingham
- De gesluierde Eva (1980), van Nawal el Saadawi
- De gewapende vrede (1980), van Luc Huyse
- De kinderen van Abraham. De Palestijnen en Israël (1980), van Kris Borms
- Het Vredesboek (1981), van Bernard Benson
- De Katholieke Partij in crisis. Partijpolitiek leven in België (1918-1940), van Emmanuel Gerard (1985, Kritak, Leuven)
- De bende en co (1990), van Hugo Gijsels
- Het Vlaams Blok (1992), van Hugo Gijsels
- VTM, de euforie voorbij (1992), van Marijke Libert
- Ze zijn zo lief, meneer (1992), van Chris De Stoop
- Alle publicaties  waaronder De laatste dictator (1992), van Rik Devillé
- Gevangenisdagboek (1999), van Jean Pierre Van Rossem[6]
- De dag van de nachtschade (2000), van Jean Pierre Van Rossem[7]
- Leve Mij (2003), van Johan Anthierens
- De mythe al-Qaeda (2004), van Rik Coolsaet
- Memoires van een wielerverzorger (2007), van Jef Dhondt
- De geschiedenis van de wereld van morgen (2008), van Rik Coolsaet
- Alpha 20, undercoveragent bij de federale politie (2009), van Wim Van den Eynde
- De Bloedkamer (2011), van Wim Van den Eynde en Filip Meert
- Belgisch uranium voor de eerste Amerikaanse en Russische atoombommen (2011), van Jean Pierre Van Rossem[8]
- God In Vlaanderen; de kerken lopen leeg, maar de mensen vieren in velden en straten (2011), van Marnix Peeters en fotograaf Rudi Van Beek
- Een 16-tal kookboeken waaronder Dagelijkse Kost (2011-2014), van Jeroen Meus
- De keizer van Oostende (2012), van Luc Pauwels en Wim Van den Eynde
- Dwarsligger, achter de schermen van de NMBS (2014), van Marc Descheemaecker
- De Slachter van Bergen (2014), van Wesley Muyldermans
- Fortisgate, een stresstest voor justitie (2016), van Wim Van den Eynde
- Sportouders (2018), van Tom Teulingkx en Marc Geenen